# David Walsh (Bergbauunternehmer)
David Walsh (* 11. August 1945 in Montreal, Kanada; † 4. Juni 1998 in Nassau, Bahamas) war ein kanadischer Geschäftsmann im Rohstoff- und Bergbau-Sektor. 1997 erlangte er als Gründer und Chief Executive Officer (etwa: „Vorstandsvorsitzender“) der Explorations-Gesellschaft Bre-X Minerals weltweite Bekanntheit durch seine Verwicklung in den Bre-X-Skandal, einen der größten Börsen- und Bergbauskandale der kanadischen Geschichte.

## Leben
Walshs Familie war irischer Abstammung und lebte im kleinbürgerlichen Montrealer Stadtteil Westmount, einer englischsprachigen Enklave in der größtenteils französischsprachigen Stadt. David war ein schlechter Schüler und erlangte nie einen High-School-Abschluss. Schon als Jugendlicher betätigte er sich, wie sein Vater, als Börsenmakler. Mitte der 1970er Jahre arbeitete er für Midland Doherty (heute Midland Walwyn Capital), wo er Vizepräsident der Institutional equity-Verkaufsabteilung wurde. In dieser Zeit heiratete er die Sekretärin Jeannette Toukhmanian. 1982 zog er mit seiner Familie nach Toronto, wo er weiter für Midland arbeitete. Nach juristischen Auseinandersetzungen mit seinem Arbeitgeber über nicht ausgezahlte Gehälter machte sich Walsh 1983 selbstständig. Er gründete Bresea Resources (benannt nach seinen beiden Söhnen Brett und Sean), das an der Vancouver Stock Exchange gelistet wurde und ein Goldvorkommen am Sturgeon Lake untersuchte, sowie weitere Öl- und Gasvorkommen.
Im Laufe einer Reise nach Australien lernte Walsh 1984 den kanadischen Geologen John Felderhof kennen, der ihn auf die vielversprechenden Möglichkeiten zur Prospektion in Indonesien aufmerksam machte. Ein erstes Projekt in Kalimantan wurde aber bald wieder zurückgefahren, als ein Jahr später im heimischen Casa Berardi-Distrikt ein regelrechter kleiner „Goldrausch“ ausbrach. Nach einem bedeutenden Goldfund strömten hunderte Explorations- und Bergbau-Gesellschaften in die Provinz Québec, um dort ihre Claims abzustecken. Walsh gründete hierfür sein zweites Unternehmen: Ayrex Resources, das 1986 an der Alberta Stock Exchange gelistet wurde. Nachdem die Probebohrungen jedoch keine brauchbaren Resultate erbrachten, verkaufte Walsh seine Ayrex-Anteile wieder, und Bresea suchte stattdessen im Labrador-Trog nach Platin.
Im Oktober 1987 brach der überhitzte Finanzmarkt für kleine Explorations-Firmen unerwartet zusammen, was auch Walshs Unternehmen in starke Bedrängnis brachte. Zu dieser Zeit beantragte Walsh die Listung von Bresea an der Montreal Stock Exchange und erneuerte seine alten Kontakte zu örtlichen Börsenmaklern.
1989 gründete Walsh die Gesellschaft Bre-X Minerals, die an der Alberta Stock Exchange gelistet wurde und einige Claims in den Nordwest-Territorien und im Nordwesten von Québec erwarb. Erneut blieb der Erfolg aus. Erst 1991 belebte sich der Markt für „Junior“-Gesellschaften wieder, nachdem der unerwartete und spektakuläre Diamantenfund des Geologen Charles Fipke im Lac de Gras-Gebiet in den Nordwest-Territorien bekannt wurde. In dem folgenden „Diamantenrausch“ (einem der größten der kanadischen Geschichte) versuchte auch Walsh sein Glück. Nach zunächst ermutigenden Funden versandete aber auch dieses Projekt wieder. 1993 stand Walsh kurz vor dem Bankrott.

## Der Busang-Schwindel
In dieser Situation erinnerte er sich an Felderhof und kontaktierte diesen, um sich nach anderen vielversprechenden Projekten umzuhören, und erstand, auf dessen Empfehlung hin, einen Mehrheitsanteil am Busang-Projekt in Indonesien. In der Folge konzentrierte sich Walsh fast ausschließlich auf die Beschaffung von Kapital und auf die Erhöhung des Aktienkurses seines Unternehmens. Die technischen Aspekte wie Ressourcenberechnung überließ er den Geologen oder externen Consulting-Firmen.
Nach anfänglichen Schwierigkeiten schien sich das Projekt bald in eine vielversprechende Lagerstätte zu verwandeln. Im Februar 1996 wurden die Ressourcen bereits auf eine Mindestmenge von 16 Millionen Unzen geschätzt. Der Börsenkurs des Unternehmens stieg in der Folge in unerwartete Höhen und selbst erfahrene Analysten wurden vom Medienrummel erfasst. Im April wurde Bre-X in die Toronto Stock Exchange aufgenommen, wo die Gesellschaft bald im Index der dreihundert besten Unternehmen (TSE 300) erschien. Im Mai erreichte die Aktie einen Rekordwert von 286,5 Kanadischen Dollar. Damit stieg der Börsenwert des Unternehmens auf 6 Milliarden Dollar. Ab September notierte sie im New Yorker NASDAQ. Angaben der Ontario Securities Commission zufolge verkaufte Walsh in dieser Zeit Bre-X-Aktienoptionen im Wert von 7,5 Millionen Dollar, seine Frau Jeannette über 20,8 Millionen Dollar. Neben dem Busang-Projekt erwarb Walsh noch weitere Konzessionen auf den Sangibe-Inseln im nördlichen Sulawesi und auf Sumatra. Für letztere gründete er eine eigene Gesellschaft: Bro-X Minerals.
Aufgrund von juristischen Streitigkeiten über Landtitel und Explorationsgenehmigungen erlangte die indonesische Regierung unter Präsident Suharto immer mehr Einfluss auf das Busang-Projekt. Verschiedene große Bergbauunternehmen wie Teck Resources, BHP Billiton und Placer Dome bemühten sich um ein Joint Venture mit der kleinen „Junior“-Gesellschaft. Zunächst schien es, dass Barrick Gold das Rennen um den „Jahrhundertfund“ machen würde, schließlich neigte sich die indonesische Regierung aber Freeport-McMoRan zu. Freeports Kontrollbohrungen erzielten nun überraschenderweise keine nennenswerten Goldgehalte. Als diese Ergebnisse auch von der Consulting-Gesellschaft Strathcona Minerals bestätigt wurde, war klar, dass Walsh einem groß angelegten Betrug aufgesessen war.
Im März 1997 brachen die Börsenkurse von Walshs Unternehmen dramatisch ein, es wurde in kürzester Zeit praktisch wertlos. Bald darauf musste er Bankrott anmelden und zog sich mit seiner Familie auf die Bahamas zurück.
Bis zu seinem Tod durch eine massive Hirnblutung beteuerte Walsh seine Unschuld und versuchte seinen Ruf wiederherzustellen.
Kurz zuvor war er in seiner Wohnung von zwei Maskierten überfallen und mit einer Waffe bedroht worden. Der versuchte Raub misslang jedoch.